# Metallolophia subradiata
Metallolophia subradiata är en fjärilsart som beskrevs av W. Warren 1897. Metallolophia subradiata ingår i släktet Metallolophia och familjen mätare. Inga underarter finns listade i Catalogue of Life.